# Maisonnais
Maisonnais é uma comuna francesa na região administrativa do Centro, no departamento Cher. Estende-se por uma área de 26,56 km². Em 2010 a comuna tinha 244 habitantes (densidade: 9,2 hab./km²).